# Souleymane Cissé
Souleymane Cissé (Bamaco, 21 de abril de 1940 – Bamaco, 19 de fevereiro de 2025) foi um cineasta maliano.

## Filmografia
- L’aspirant (curta, 1968)
- Source d’inspiration (curta, 1968)
- Dégal à Dialloubé (1970)
- Fête du Sanké (1971)
- Cinq jours d’une vie (1972)
- Den muso (1975)
- L’homme et ses idoles (curta, 1975)
- Baara (1978)
- Chanteurs traditionnels des Iles Seychelles (1978)
- Finye (1982)
- Yeelen (1987)
- Waati (1995)
- Tell Me Who You Are (2009)
- O Sembene! (2013)
- Our House (2015)

## Morte
Faleceu em 19 de fevereiro de 2025, numa clínica de Bamaco, no Mali, aos 84 anos.